# Sonic Gems Collection
Sonic Gems Collection é uma coleção de jogos da franquia Sonic, desenvolvido pela Sonic Team e publicado pela Sega, sendo lançado em 2005 para o Nintendo GameCube e PlayStation 2. Essa coletânea contem jogos dos consoles Sega Mega Drive (ou Sega Genesis), Sega Game Gear e Sega Saturn, sendo o mais destacado o Sonic CD, Sonic the Fighters, Sonic R e Sonic Drift 2. Estava planejado o jogo SegaSonic The Hedgehog, porem foi cancelado devido a dificuldades em emular o jogo na coleção.
O jogo além de conter os jogos da franquia Sonic (e outros), contem vídeos e artes promocionais, o foco dessa coleção é apresentar os jogos mais antigos do Sonic para os jovens. A recepção do jogo foi bem mista entre os críticos.

## Jogos
Sonic Gems Collection é a segunda coleção de jogos feito pela Sega após sua saída do mercado de consoles de mesa, essa coleção abrange jogos de Arcade, Sega Mega Drive, Sega Saturn e Sega Game Gear, os jogadores podem ver digitalizações dos manuais de instruções originais de cada jogo, juntamente com dicas e códigos de trapaça. A execução dos jogos é via emulador ou seja, são jogos idênticos a suas versões originais, com as alterações sendo nos FPS's dos jogos.
Alguns jogos que não são da franquia Sonic estão presente na coletânea como os jogos Vectorman, Vectorman 2. Porem, não se sabe ao certo o motivo, mas os jogos Bonanza Bros. e a Trilogia Streets of Rage só estão disponíveis na versão japonesa da coletânea.
A compilação apresenta uma  seção de museu na qual os jogadores podem visualizar alguns conteúdos - como arte promocional, vídeos, capturas de tela e música remixada - sendo desbloqueado após obter algumas conquistas . Demos por tempo limitado dos jogos do Sonic  e dos outros seis jogos Game Gear também podem ser desbloqueadas. Em cada demonstração, o jogador começa no nível final do jogo respectivo e pode jogar até que o limite de tempo seja atingido.
| Jogos Principais                   | Jogos Principais        | Jogos Principais    | Jogos Principais    | Jogos Principais              |
| Titulo                             | Gênero                  | Plataforma Original | Lançamento Original | Desenvolvedora                |
| ---------------------------------- | ----------------------- | ------------------- | ------------------- | ----------------------------- |
| Sonic CD                           | Plataforma              | Sega CD             | 1993                | Sega                          |
| Sonic the Fighters                 | Luta                    | Arcade              | 1996                | Sega AM2                      |
| Sonic R                            | Corrida                 | Sega Saturn         | 1997                | Traveller's Tales, Sonic Team |
| Jogos do Game Gear                 |                         |                     |                     |                               |
| Titulo                             | Gênero                  | Plataforma Original | Lançamento Original | Desenvolvedora                |
| Sonic the Hedgehog 2               | Plataforma              | Game Gear           | 1992                | Aspect                        |
| Sonic Spinball                     | Pinball                 | Game Gear           | 1993                | Sega Technical Institute      |
| Sonic the Hedgehog: Triple Trouble | Plataforma              | Game Gear           | 1994                | Aspect                        |
| Sonic Drift 2                      | Corrida                 | Game Gear           | 1995                | Sega                          |
| Tails' Skypatrol                   | Quebra-Cabeça (Puzzle)  | Game Gear           | 1995                | SIMS                          |
| Tails Adventure                    | Plataforma              | Game Gear           | 1995                | Aspect                        |
| Jogos Desbloqueaveis               |                         |                     |                     |                               |
| Titulo                             | Gênero                  | Plataforma Original | Lançamento Original | Desenvolvedora                |
| Vectorman                          | Plataforma, run-and-gun | Sega Mega Drive     | 1995                | BlueSky Software              |
| Vectorman 2                        | Plataform run-and-gun   | Sega Mega Drive     | 1996                | BlueSky Software              |
| Bonanza Bros.                      | Tiro                    | Sega Mega Drive     | 1990                | Sega                          |
| Streets of Rage                    | Beat 'em up             | Sega Mega Drive     | 1991                | Sega                          |
| Streets of Rage 2                  | Beat 'em up             | Sega Mega Drive     | 1992                | Sega                          |
| Streets of Rage 3                  | Beat 'em up             | Sega Mega Drive     | 1994                | Sega                          |

1. 1 2 3 4  Lançado exclusivamente na versão Japonesa da Coletânea.[8][10]

## Desenvolvimento
Sonic Gems Collection foi desenvolvido pela Sonic Team e publicado pela Sega para o GameCube e PlayStation 2. Para Yojiro Ogawa, as coleções Sonic Mega Collection e Sonic Gems Collection tem o foco de apresentar aos jogadores mais jovens os jogos mais antigos da franquia Sonic . Enquanto a Sonic Mega Collection se concentrou nos jogos originais do Genesis para mostrar o que fez da franquia um sucesso, a Sonic Gems Collection se concentrou em jogos que a Sega considerava raros e obscuros. Embora a Sonic Team tenha sido responsável pela criação da coleção, eles tiveram envolvimento limitado no desenvolvimento dos jogos incluídos na compilação; por exemplo, a Sega AM2 fez Sonic the Fighters, e Sonic R foi desenvolvido principalmente pela Traveller's Tales . A maioria dos jogos incluídos são emulados, mas Sonic the Fighters é uma port nativo .
No início do desenvolvimento, a Sonic Team fez uma lista dos jogos mais desejados para a coletânea. A equipe considerou os jogos que eles sentiam serem de alta qualidade em gráficos, jogabilidade e natureza geral. Sonic CD e Vectorman foram considerados para inclusão na Mega Collection, mas foram adiados para a Gems Collection devido a restrições no armazenamento das mídias do jogo O SegaSonic the Hedgehog (1993) da AM3 foi removido devido a problemas na emulação dos controles do trackball . A AM2 ajudou a portar Sonic the Fighters, marcando seu primeiro lançamento em um console doméstico. As versões para Windows do Sonic CD e Sonic R foram usadas na Sonic Gems Collection . Ambos os jogos receberam atualizações visuais: a sequência de abertura ' Sonic CD é apresentada em tela cheia e o Sonic R tem texturas de maior resolução. :40
Durante o desenvolvimento, a Sonic Team esperava que a versão de cada região do Sonic Gems Collection tivesse conteúdo idêntico. No entanto, os jogos Streets of Rage e Bonanza Bros. tiveram que ser removido da localização ocidental, devido aos temores de uma classificação "Teen" do Entertainment Software Rating Board (ESRB). A equipe também desejava incluir as trilhas sonoras japonesas e norte-americanas do Sonic CD, mas problemas de armazenamento e licenciamento fizeram com que o Japão recebesse apenas sua respectiva trilha sonora e todas as outras regiões usassem a versão norte-americana. Sonic Gems Collection foi anunciado em maio de 2005, e estava jogável na Electronic Entertainment Expo (E3). Foi lançado em 11 de agosto de 2005 no Japão, 16 de agosto de 2005 na América do Norte e 30 de setembro de 2005 na Europa. A versão para PlayStation 2 não foi lançada na América do Norte. Aqueles que encomendaram o jogo através da loja online da Sega, a Sega Direct, ganharam um ioiô exclusivo com tema do Sonic.

## Recepção
O jogo recebeu criticas mistas segundo o Metacritic, com uma media de 64, a IGN deu nota 7.5 dizendo ser uma coletânea decente embora não tão solido como a coletânea anterior (Sonic Mega Collection) a EuroGamer deu nota 7, dizendo que a coletânea toda se resume ao Sonic CD.